# Треножник (растение)
Треножник (лат. Tripodion) — монотипный род травянистых растений семейства Бобовые (Fabaceae), близкородственный к роду Язвенник (Anthyllis L.), куда может включаться некоторыми систематиками.
Включает единственный вид Tripodion tetraphyllum (L.) Fourr.
Однолетнее растение до 50 см высотой. Листья непарноперистые, состоят из 5 (редко 1-3) листовых фрагментов, мохнатые с обеих сторон; листовые фрагменты 1-3 см длиной и 6-25 мм шириной, от овальных до ланцетных. Цветы 15-20 мм в подмышечных соцветиях с 1-8 цветов. Венчик 16-18 х 4 мм, бледно-жёлтый. Плоды 6-11 х 4-5 мм, яйцевидные и сжатые, слегка мохнатые, с 1-2 семенами, слегка суженные между семенами. Семена 2-3 (3,5) х 2,8-3,5 (4,5) мм, холмистое.
Вид распространён в Средиземноморье. Населяет луга, открытые кустарники на высоте от 0 до 1100 метров над уровнем моря. Цветёт и плодоносит с марта по июнь.